# BD −17 63
BD -17°63 (Felixvarela) – gwiazda typu widmowego K położona 116 lat świetlnych od Ziemi w gwiazdozbiorze Wieloryba. Okrąża ją jedna znana planeta BD -17°63 b (Finlay).

## Nazwa
Gwiazda ma nazwę własną Felixvarela, upamiętniającą Félixa Varelę, duchownego, który rozpoczął na Kubie powszechną edukację naukową, w szczególności nauczając fizyki. Nazwa została wyłoniona w konkursie zorganizowanym w 2019 roku przez Międzynarodową Unię Astronomiczną w ramach stulecia istnienia organizacji. Uczestnicy z Kuby mogli wybrać nazwę dla tej gwiazdy. Spośród nadesłanych propozycji zwyciężyła nazwa Felixvarela dla gwiazdy i Finlay dla planety.